# Сусер
Сусер (вірм. Սուսեր) — село в марзі Арагацотн, на заході Вірменії. Село розташоване за 20 км на північний захід від міста Талін, за 3 км на схід від села Цамакасар, за 7 км на північ від села Сорік та за 2 км на схід від села Нор Артік. На північ від села розташована гора Ширак (1687 м).

## Видатні уродженці
- Ханоян Саркіс Месропович — Герой Соціалістичної Праці.